# Mia Martina
Mia Martina su nombre original es Martine Johnson, es una cantante y compositora canadiense, ella se hizo conocida con sus canciones como Stereo Love, Latin Moon, Burning y Go Crazy. Mia ha recibido Juno Awards nominaciones para Stereo Love y Heart Breaker, y también el premio SOCAN Awards en 2014 para Burning.

## Biografía
Mia Martina nació en Saint-Ignace, Nuevo Brunswick, Canadá, su padre tiene raíces francesas. Ella habla en francés y Inglés. cuando tenía 18, se movió a Ottawa, Ontario para estudiar en Carleton University, durante su tiempo ahí, ella vio un anuncio de un Sello, era de CP Records, Mia pasó de la entrega de CD a las estaciones de radio.

## Carrera musical
El primer sencillo de Mia Martina era un cover de la canción de Edward Maya y Vika Jigulina Stereo Love que alcanzó el número 10 en Billboard Canadian Hot 100 en noviembre de 2010, la canción Stereo Love ha alcanzado ventas de platino y se ganó una nominación para Single Dance del Año 2011 Juno Awards, a finales de 2010, Don Omar se ha colaborado con Mia Martina para lanzar una versión remix para Stereo Love. luego en mayo en año 2011 lanzó su canción Latin Moon que alcanzó ventas de oro y también fue lanzado en francés y español, el sencillo también vio un lanzamiento con su compañero en el mismo sello Massari. La versión original fue nominada en la categoría Dance/Urban/Rhythmic en 2012 Canadian Radio Music Awards.
su primer Álbum Devotion fue lanzado el 29 de agosto de 2011 y alcanzó número 77 en Canadian Albums Chat. El álbum obtuvo nominaciones para Dance Recording del año 2012 Juno Awards y World Recording del año 2012 East Coast Music Awards. Otros dos sencillos fueron lanzados fuera del álbum Devotion. Burning, Go crazy (producido por Adrian Sina miembro del grupo Akcent)) y Missing You. Ahora está preparando su segundo Álbum, y ya ha lanzado un single que pertenece a su segundo álbum que es Beast junto con el cantante Waka Flocka Flame.

## Discografía

### Álbumes
| Título      | Detalles | Posiciones de la carta Peak |
| Título      | Detalles | CAN                         |
| ----------- | --- | --------------------------- |
| Devotion    | - Liberado: 29 de agosto de 2011 - Sello: CP Records, Universal Music Canada - Formato: Digital download, CD  | 77                          |
| Mia Martina | - Liberado: 14 de octubre de 2014 - Sello: CP Records, Universal Music Canada - Formato: Digital download, CD | —                           |

### Sencillos
| Año  | Título                            | Posiciones de la carta Peak | Posiciones de la carta Peak | Posiciones de la carta Peak | Certifications  | Álbum       |
| Año  | Título                            | CAN                         | US Dance                    | RUS                         | Certifications  | Álbum       |
| ---- | --------------------------------- | --------------------------- | --------------------------- | --------------------------- | --------------- | ----------- |
| 2010 | "Stereo Love" (con Edward Maya)   | 10                          | —                           | —                           | - CAN: Platinum | Devotion    |
| 2011 | "Latin Moon"                      | 30                          | —                           | —                           | - CAN: Gold     | Devotion    |
| 2012 | "Burning"                         | 25                          | —                           | 186                         | - CAN: Gold     | Devotion    |
| 2012 | "Go Crazy" (con Adrian Sina)      | —                           | —                           | —                           |                 | Devotion    |
| 2012 | "Missing You"                     | —                           | —                           | 2                           |                 | Devotion    |
| 2013 | "HeartBreaker"                    | 44                          | 25                          | —                           |                 | Mia Martina |
| 2013 | "La La..."                        | 68                          | 45                          | 159                         |                 | —           |
| 2013 | "Danse" (feat. Dev)               | 29                          | 38                          | —                           | - CAN: Gold     | Mia Martina |
| 2014 | "HFH"                             | 91                          | —                           | —                           |                 | Mia Martina |
| 2014 | "Beast" (feat. Waka Flocka Flame) | 39                          | —                           | —                           | - CAN: Gold     | Mia Martina |
| 2014 | "C'est zéro"                      | —                           | —                           | 126                         |                 | Mia Martina |